# آلان كيلي
آلان كيلي (بالإنجليزية: Alan Kelly) (مواليد 9 أبريل 1975 في كورك) حكم كرة قدم إيرلندي . قرر الاتحاد الدولي لكرة القدم اعتماده حكما دوليا في سنة 2002 . أولى مبارياته الدولية كانت في بطولة كأس الأمم الأوروبية لكرة القدم 2002 تحت 17 سنة .

## روابط خارجية
- آلان كيلي على موقع قاعدة بيانات كرة القدم.إي يو (الإنجليزية)
- آلان كيلي على موقع Soccerway.com (الإنجليزية)